# Julius Benedict
Pour les articles homonymes, voir Benedict.
Julius Benedict, né le 27 novembre 1804 à Stuttgart et mort à Londres le 5 juin 1885, est un compositeur et chef d'orchestre allemand naturalisé anglais.

## Biographie
Julius Benedict est né à Stuttgart, fils d'un banquier juif. Il apprend la composition avec Johann Nepomuk Hummel à Weimar et Carl Maria von Weber à Dresde. C'est Weber qui le présente à Vienne à Beethoven, le 5 octobre 1823. Cette année-là, il est nommé chef d'orchestre au Kärnthnerthor theatre de Vienne et, deux ans plus tard, en 1825, au Teatro San Carlo de Naples. C'est là qu'il donne des leçons de piano au jeune prodige Theodor Döhler (de).
En 1827, à Naples, il crée son premier opéra, Giacinta ed Ernesto, en 1830, pour sa ville natale I Portoghesi in Goa, sans grand succès. En 1834, il se rend à Paris, qu'il quitte l'année suivante sur les conseils de Maria Malibran pour Londres, où il passera le reste de sa vie. En 1836, il reçoit une commande pour le Lyceum theatre, un petit opéra, Un anno ed un giorno, préalablement donné à Naples.
En 1838, il devient le chef d'orchestre attitré du Théâtre de Drury Lane, pendant la période de grande popularité de Michael William Balfe. Il produit ses propres opéras The Gipsy's Warning (1838), The Brides of Venice (1844), et The Crusaders (1846). En 1848, il dirige Elias de Felix Mendelssohn à Exeter Hall, avec la première apparition de Jenny Lind dans cet oratorio. En 1850, il se rend en Amérique comme accompagnateur et chef d'orchestre lors de la tournée de cette chanteuse.

## Discographie
- Concertos pour piano et orchestre op. 45 & 89 (+ Concertstük de Walter Macfarren) : Tasmanian Symphony Orchestra, Howard Shelley (piano & direction d'orchestre) : 1 CD Hyperion 2009 - CDA67720 (Collection « Le Concerto pour piano romantique » no 48)

## Œuvres principales

### Orchestre
- 1827 - Concertino no 1 pour piano et orchestre, op. 18
- 1833 - Concertino no 2 pour piano et orchestre, op. 19
- 1850 - Festival Overture, op. 42
- 1850 - Concerto pour piano et orchestre en ut mineur, op. 45
- 1862 - The Octoroon, ouverture
- 1865 - Le Ménestrel, overture. op. 76
- 1865 - The Tempest, ouverture, op. 77
- 1837/67 - Concerto pour piano et orchestre en mi bémol majeur, op. 89
- 1867 - Concerto pour piano no 3, op. 90
- 1868 - La selva incantata, ouverture
- 1872-73 - Symphonie en sol mineur, op. 101
- 1874 - Alfred and Marie, marche
- 1874-76 - Symphonie en do

### Chœurs et chant
- 1822 - L'amor timido, cantate
- 1860 - Undine, cantate
- 1863 - Richard Cœur de Lion, cantate
- 1866 - The Legend of St Cecilia, cantate
- 1870 - St Peter, oratorio
- 1882 - Graziella, cantate
- 1883 - Mary Stuart's Farewell, scène pour contralto et orchestre

### Œuvres lyriques
- 1827 - Giacinta ed Ernesto (Naples)
- 1830 - I portoghesi in Goa (Stuttgart)
- 1836 - Un anno ed un giorno (Naples)
- 1838 - The Gypsy's Warning (Londres)
- 1844 - The Brides of Venice (Londres)
- 1845-46 - The Crusaders (Londres)
- 1861-62 - The Lily of Killarney (Londres)
- 1864 - The Bride of Song, opérette (Londres)

### Musique de scène
- 1882 - Romeo and Juliet (Londres)